# Sacha Velly
Sacha Velly (9 de febrero de 2005) es un deportista francés que compite en natación, en la modalidad de aguas abiertas. Ganó dos medallas de bronce en el Campeonato Europeo de Natación, en los años 2024 y 2025, ambas en la prueba de equipo mixto.

## Palmarés internacional
| Campeonato Europeo | Campeonato Europeo   | Campeonato Europeo | Campeonato Europeo |
| Año                | Lugar                | Medalla            | Prueba             |
| ------------------ | -------------------- | ------------------ | ------------------ |
| 2024               | Belgrado (Serbia)    | Medalla de bronce  | Equipo mixto       |
| 2025               | Stari Grad (Croacia) | Medalla de bronce  | Equipo mixto       |